# 도라 핫 파
도라 핫 파는 후지코 후지오(후지코 후지오 Ⓐ, 후지코 F. 후지오)의 대표작인 도라에몽, 닌자 핫 토리 군, 파만의 머리 글자를 따서 만든 조어로 1983년부터 1985년까지 널리 사용되었다. 또한 특집 제목이기도 하다. 당시에는 후지코 영화의 캐치프레이즈로도 사용되었다. 이 조어는 후지코 애니메이션 황금기를 상징하는 것으로 팬들에게 전해지고 있다. 또한 그때까지는 도라에몽, 꾸러기 닌자 토리, 괴물군이 세트로 취급되는 경우가 많았다.
신에이 동화판 "파만"이 방영하기 시작한 1983년 봄 무렵, 야마다 쿠니코가 후지코 애니메이션 특집의 사회를 맡았을 때 "이것은 줄여서 '도라 핫 파'이군요."라는 발언을 한 바 있었다. 이 무렵을 기점으로 '도라 핫 파'라는 용어의 사용이 급격하게 늘었다. '도라핫파 칩스'라는 상품도 발매되고 있다.
1985년에 들어가서 "후지코 후지오 와이드"나 "오바케의 Q 타로 (제3작)"이 시작되었다. 후지코 애니메이션 작품의 방송이 증가하였다. 또한 파만 본방송이 종료되고 재방송을 하는 것도 함께 이들의 머리 글자를 모두 축약하면 말 맞추기가 나쁜 탓인지 '도라 핫 파'라는 용어는 서서히 사라진다. 1986년부터 1987년에 개봉된 영화인 "도라 Q 원숭이", 1988년에 개봉된 영화에서는 "도라 마비 UB"라고 되어있다.